# Společenstvo
Společenstvo neboli biocenóza (z řeckého bios = život + koinos = společný) je soubor populací všech druhů rostlin, živočichů, hub a mikroorganismů, které žijí v určitém biotopu; existují mezi nimi určité vztahy. Je to živá část ekosystému, která je schopna samoregulace, přičemž biotop je místem, kde se společenstvo nachází. Vědní obor zabývající se zákonitostmi vztahů ve společenstvu je biocenologie. Společenstvo má určitý ráz, určený dominantními populacemi (např. populace dubu v lužním lese, trávy na louce apod.). Význam populace určíme z četnosti jejího výskytu nebo z její biomasy.
Pojem biocenóza byl poprvé vymezen německým zoologem a hydrobiologem, zakladatelem biocenologie Karlem Augustem Möbiem v roce 1877: „Biocenóza je průměrným vnějším životním podmínkám odpovídající výběr a počet druhů a individuí, vzájemně se podmiňujících a ve vymezeném území se trvale udržujících.“
V geologii se pro společný výskyt charakteristické kombinace fosilních druhů v hornině používá název kongregace.

## Rozdělení společenstva
Z hlediska, kterou skupinu organismů popisuje
- Zoocenóza - živočišná část
- Fytocenóza - rostlinná část
- Mikrobiocenóza - mikrobní část

Tyto části je možno dále dělit na dílčí společenstva (společenstvo mechů, ptáků, vyšších rostlin…).
Z hlediska původu a ovlivnění člověkem
- Přírodní - společenstva bez jakýchkoli vlivů a zásahů člověka, dnes se s nimi téměř nesetkáváme
- Přirozené - společenstva do různé míry ovlivněny lidskou činností, ale druhovým složením se blíží přírodnímu stavu v dané oblasti
- Umělá - společenstva vytvářeny člověkem záměrně nebo vznikají neřízeně v důsledku nejrůznějších lidských činností; společenstva výhradně lidských sídlišť se nazývají synantropní

Z hlediska prostorového uspořádání
Například v lese můžeme vertikálně rozlišit patrovitost:
- NADZEMNÍ PATRA
  - stromové (korunové) patro (3m a více)
  - keřové patro (1 - 3m)
  - bylinné patro (0 - 1m)
  - mechové patro (0m)
- PODZEMNÍ PATRA
  - svrchní kořenové patro (0 - 20cm pod zemí)
  - střední kořenové patro (20cm - 1m pod zemí)
  - spodní kořenové patro (1 a více m pod zemí)

Prostorově vyhraněnou součástí biocenózy je také pedocenóza, což je společenstvo půdních organismů, které se častěji označuje jako edafon.

## Ekoton
Ekoton je přechodná zóna mezi společenstvy (biocenózami), kde dochází k plynulé přeměně jedné biocenózy v druhou. V těchto místech překrývání vzniká přechodové společenstvo (o šířce několik cm až desítky km). Zpravidla zde dochází k ekotonálnímu efektu, kdy v ekotonu u je vyšší počet druhů než v kterékoli z obou sousedních biocenóz, navíc se mohou vyskytovat druhy specifické pouze pro tuto přechodovou zónu. Typickým příkladem ekotonu je křovinatý lem na kraji lesa, kde se stýká lesní a luční společenstvo.

## Vztahy ve společenstvu
Mezi organismy a populacemi existují složité vzájemné vztahy, závislosti. Tyto vztahy se v čase vyvíjejí, struktura se mění z jednodušší na složitější (např. přibývají druhy, patra…) - probíhá ekologická sukcese.
Vztahy (interakce) lze rozdělit na:
- vztahy vnitrodruhové
- vztahy mezidruhové